# Zatmění Měsíce
Zatmění Měsíce je astronomický jev, kdy měsíční kotouč je zastíněn planetou Zemí. Nastává při úplňku, pokud se Slunce, Země a Měsíc ocitnou v jedné přímce.
Měsíc se ve stínu Země pohybuje rychlostí přibližně 1 km/s, a zatmění tak může trvat až 107 minut.
Jde o běžněji pozorovatelný jev než zatmění Slunce, kdy dochází k zastínění části zemského povrchu Měsícem.
Zatmění Měsíce nastává přibližně dvakrát až třikrát do roka.

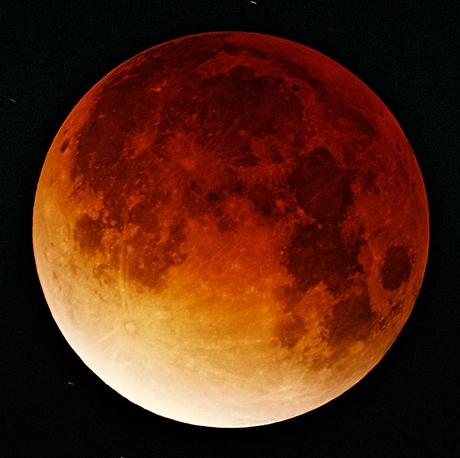
Zatmění měsíce 9. listopadu 2003

## Druhy zatmění Měsíce
Zatmění Měsíce dělíme na tři druhy:
- polostínové zatmění – žádná část Měsíce není zcela zastíněna Zemí, hypotetičtí pozorovatelé na povrchu Měsíce by viděli částečné, ale nikoliv úplné zatmění Slunce
- částečné zatmění – část povrchu Měsíce je zcela zastíněna Zemí
- úplné zatmění – celý Měsíc je zcela zastíněn Zemí

I při úplném zatmění je Měsíc vidět. Je to způsobeno refrakcí slunečního světla v horních vrstvách zemské atmosféry. Paprsky ohnuté v atmosféře Měsíc osvětlí natolik, že je stále slabě vidět. Protože nejméně se láme červené světlo a ostatní barvy spektra se rozptýlí, má Měsíc při zatmění narudlou barvu. Měsíc po vnoření do stínu získá nádherně měděnou až krvavou barvu. Křivka postupujícího zemského stínu dokládá fakt, že Země je kulatá a asi třikrát větší než Měsíc.
Měsíc při zatmění vstupuje v úplňku zprava doleva do stínu Země a zatmění lze pozorovat z celé noční poloviny Země.
Nejdelší úplné zatmění Měsíce mezi roky 1999 př. n. l. a 3000 n. l. se konalo 31. května 318. Jeho úplná fáze měla dle výpočtů trvání 1 hodinu 46 minut 36 sekund.

## Nedávná a budoucí zatmění Měsíce v Česku
Následující tabulka uvádí časy a velikosti zatmění v Česku pro roky 2021–2030:
| Datum        | Typ         | Viditelné od  | Délka                         | Maximum v Česku                |
| ------------ | ----------- | ------------- | ----------------------------- | ------------------------------ |
| 16. 5. 2022  | Úplné       | 04:27:53 SELČ | 3:27 (částečné), 1:25 (úplné) | úplná fáze nastane pod obzorem |
| 28. 10. 2023 | Částečné    | 21:35:18 SELČ | 1:17                          | 22:14:04 SELČ (12,8 %)         |
| 18. 9. 2024  | Částečné    | 04:12:48 SELČ | 1:03                          | 04:43:10 SELČ (8,5 %)          |
| 14. 3. 2025  | Úplné       | 06:09:33 SEČ  | 3:38 (částečné), 1:05 (úplné) | úplná fáze nastane pod obzorem |
| 7. 9. 2025   | Úplné       | 19:34:00 SELČ | 1:22 (úplné)                  | 20:11:43 SELČ (100 %)          |
| 28. 8. 2026  | Částečné    | 04:33:48 SELČ | 3:18                          | 06:12:49 SELČ (93,5 %)         |
| 21. 2. 2027  | Polostínové | 22:12:20 SEČ  | 4:01                          | 00:12:50 SEČ                   |
| 12. 1. 2028  | Polostínové | 04:45:00 SEČ  | 0:56                          | 05:12:57 SEČ (6,6 %)           |
| 6. 7. 2028   | Částečné    | 21:18:00 SELČ | 2:21                          | 20:19:40 SELČ (38,9 %)         |
| 31. 12. 2028 | Úplné       | 16:07:35 SEČ  | 3:29 (částečné), 1:11 (úplné) | 17:51:58 SEČ (100 %)           |
| 26. 6. 2029  | Úplné       | 03:32:18 SELČ | 3:40 (částečné), 1:42 (plné)  | 04:59:00 SELČ                  |
| 20. 12. 2029 | Úplné       | 21:55:17 SELČ | 3:33 (částečné), 0:54 (úplné) | 23:41:54 SEČ (100 %)           |
| 15. 6. 2030  | Částečné    | 21:09:00 SELČ | 2:24                          | 20:33:16 SELČ (50,2 %)         |
| 9. 12. 2030  | Polostínové | 21:07:56 SEČ  | 4:39                          | 23:27:33 SEČ                   |